# Stavros Tritsonis
Stavros Tritsonis (Grieks: Σταύρος Τριτσώνης) (Athene, 30 november 1977) is een Grieks voormalig voetbalscheidsrechter. Hij was in dienst van FIFA en UEFA tussen 2010 en 2015. Ook leidde hij van 2007 tot 2015 wedstrijden in de Super League.
Op 6 oktober 2007 leidde Tritsonis zijn eerste wedstrijd in de Griekse nationale competitie. Tijdens het duel tussen Olympiakos en Apollon Kalamarias (1–0) trok de leidsman driemaal de gele kaart. In Europees verband debuteerde hij tijdens een wedstrijd tussen Zrinjski Mostar en Tobol Qostanay in de voorronde van de UEFA Europa League; het eindigde in 2–1 en Tritsonis hield zijn kaarten op zak. Zijn eerste interland floot hij op 22 maart 2013, toen Slovenië met 1–2 verloor van IJsland. Tijdens dit duel gaf Tritsonis vier gele kaarten.

## Interlands
| Datum         | Plaats              | Wedstrijd          | Uitslag | Competitie           | Kreeg geel | Kreeg voor de tweede keer geel en dus rood | Weggestuurd |
| ------------- | ------------------- | ------------------ | ------- | -------------------- | ---------- | ------------------------------------------ | ----------- |
| 22 maart 2013 | Ljubljana, Slovenië | Slovenië – IJsland | 1 – 2   | WK 2014 kwalificatie | 4          | 0                                          | 0           |